# Jarnaja
Jarnajas (en francès Jarnages) és una localitat i comuna de França, a la regió de la Nova Aquitània, departament de la Cruesa, al districte de Guéret. És la capçalera del cantó del seu nom, encara que Gosom i Parçac la superen en població. La seva població al cens de 1999 era de 408 habitants. Està integrada a la Communauté de communes du Carrefour des Quatre Provinces.

## Demografia
| 1968 | 1975 | 1982 | 1990 | 1999 |
| ---- | ---- | ---- | ---- | ---- |
| 512  | 473  | 470  | 449  | 408  |

## Administració
| Període | Identitat        | Partit |
| ------- | ---------------- | ------ |
| 2001-   | Vincent Turpinat | UMP    |